# くらげが眠るまで
『くらげが眠るまで』（くらげがねむるまで）は、スカパー!の『イッセー尾形が来た!』内で放送されたイッセー尾形と永作博美のシチュエーション・コメディ。
脚本：木皿泉、出演：イッセー尾形／永作博美

## 登場人物
夫・出町信幸（イッセー尾形）
人間認識が甘いがその分だけ善良。
自分を正当化する癖がある。
カミさんのことを「奥さん」と呼ぶ。
本厄。食品会社勤務。
妻・出町杳子（永作博美）
ほんの少しで三十路に突入。
建設機械の会社に勤務。はっきりものを言う性格。
結婚して2年経っている。子供なし。
ダンナのことを「ノブくん」と呼ぶ。